# Гаррисон (Нью-Джерси)

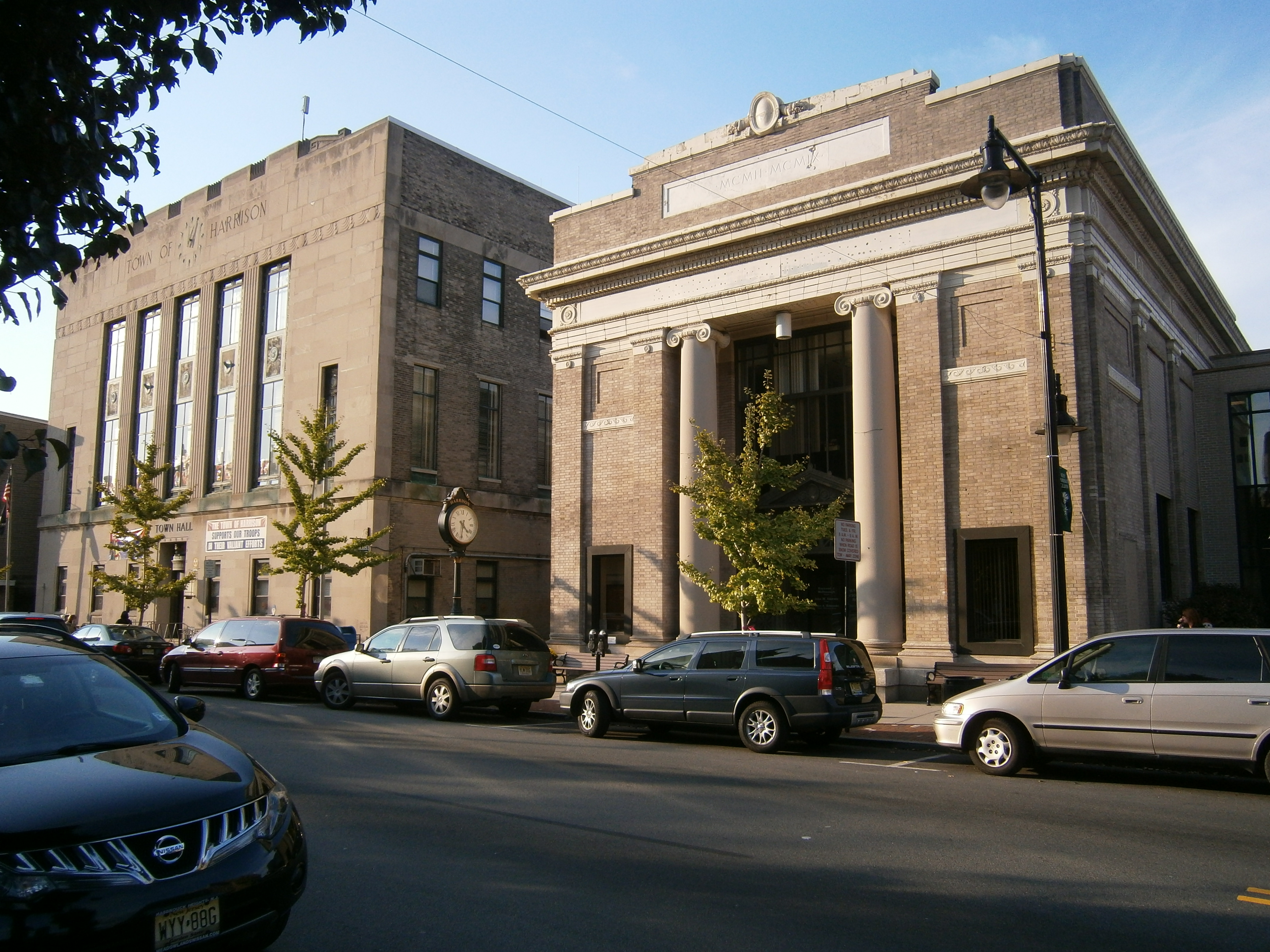
Здание администрации города Гаррисон

Га́ррисон (Хэ́ррисон) (англ. Harrison) — город в округе Хадсон, штата Нью-Джерси, США. По переписи 2010 года в США, население города составляло 13 620 человек. Является пригородом расположенного неподалёку города Ньюарк.  Хэррисон находится в двенадцати километрах на запад от Манхэттена и входит в Нью-Йоркскую агломерацию.

## Спорт
В Гаррисоне расположен футбольный стадион «Ред Булл Арена», домашнее поле профессионального футбольного клуба «Нью-Йорк Ред Буллз», выступающего в MLS, высшей футбольной лиге США и Канады.

## Известные жители
Таб Рамос (р. 1966) — американский футболист уругвайского происхождения, нападающий сборной США по футболу в 1988—2000 годах.